# 八田藩
八田藩（はったはん / はつたはん）は、江戸時代中期以降に伊勢国などで所領を有した加納氏の藩。伊勢国三重郡東阿倉川村（現在の三重県四日市市東阿倉川周辺）に陣屋を置いたため、東阿倉川藩（ひがしあくらがわはん）とも呼称される。1726年、徳川吉宗の側近である加納久通が大名に取り立てられて成立した。歴代藩主は定府で、領地は伊勢国・上総国・下総国・上野国に分散していた。1826年に上総国一宮（現在の千葉県長生郡一宮町）に陣屋を設けており、これ以後は一般に一宮藩と見なされる。

## 名称
「八田藩」という呼称は、伊勢国員弁郡の治田郷（八田郷とも。現在のいなべ市治田地区）を所領としていたことから来ている。このため「治田藩」という表記が紹介されることもある。『寛政重修諸家譜』（以下『寛政譜』）に加納久通の居所の表記はないが、『徳川実紀』では久通を「伊勢八田領主」と記しており、久通が立てた藩は通例「八田藩」と呼称される。治田郷には銀や銅の鉱山があり、これより以前に幕府領となって銀山奉行が置かれていたことのある土地である。
なお、旧伊勢国/現三重県には、戦国期に八田城が所在した一志郡八田村（現在の松阪市嬉野八田町）や、現在の四日市市八田（近世には朝明郡羽津村の一部）など、類似する地名が複数あってしばしば混乱が見られるが、これらの「八田」はいずれも八田藩領にはなっていない。
「八田藩（東阿倉川藩）」と「一宮藩」では、寛政8年（1796年）に加増が行われたほかに領地の変更はなく、伊勢国内については村替えもなく幕末に至っている。このため、加納氏の地方支配に注目する観点からは、「居所」の移動によって藩を区別せず、加納氏が大名になってから幕末・廃藩置県までを通して一つの藩として叙述される。たとえば『三重県史』（2017年）では「八田藩」「東阿倉川藩」などの名称を紹介しつつ、最終的な居所に基づく名称である「一宮藩」を主として採用している。藩主家の家名から「加納藩」と呼称されることもある。

## 歴史

### 前史
藩主家の加納家は、三河国加茂郡加納村（現在の愛知県豊田市加納町）を発祥地と称する三河武士の家系である。慶長8年（1603年）、徳川家康に小姓として仕えていた加納久利は徳川頼宣に附属され、元和5年（1619年）に頼宣が紀州藩主となったことから紀州藩士となった。元和6年（1620年）に久利が紀州で没すると、家康の小姓を務めていた甥の直恒が家康の命によって加納家を継いだ。直恒は2000石の知行を与えられ、紀州藩家老（年寄）を務めた。直恒の子・政直も家老となり、幼少期の徳川吉宗を養育したことで知られる。

### 初代・加納久通
加納久通は、加納政直の二男として生まれ、同族の加納久政の家を継いで吉宗に仕えた。享保元年（1716年）、吉宗が江戸城に入って将軍に就任すると、久通もこれに従って幕臣となり、伊勢国三重郡内で1000石を与えられた。翌享保2年（1717年）には下総国相馬郡内で1000石を加増された。久通は御側（御側御用取次）を務め、享保の改革を支えて大きな役割を果たした。
享保11年（1726年）、加納久通は伊勢国・上総国内で8000石を与えられ、合計1万石を領する大名となった。『寛政譜』によれば、加増された領知は伊勢国三重郡・多気郡および上総国長柄郡内であるが、伊勢国員弁郡の治田郷（現在の三重県いなべ市治田地区）の村々についても享保11年（1726年）から藩領となっている。
藩主は定府であり、藩政の中枢は江戸の藩邸に置かれていた。藩領の半分強を占める伊勢国の領地を管轄するため、三重郡東阿倉川村（現在の三重県四日市市東阿倉川周辺）に陣屋が置かれたことから、「東阿倉川藩」とも呼称される。
延享2年（1745年）に吉宗が隠居すると、西の丸若年寄に任じられた。

### 2代・加納久堅
第2代藩主・加納久堅は久通の甥で養子である。久堅は奏者番を経て、若年寄まで昇進した。天明2年（1781年）・3年（1782年）には領知の損耗のために幕府から2000両ずつを貸与されている。

### 3代・加納久周
第3代藩主・加納久周も養子で、実父は徳川家重の側用人として権力をふるったことで知られる大岡忠光である。久周は松平定信の盟友となり、天明7年（1787年）に寛政の改革が始まると若年寄格側御用取次に進み、定信を支えて改革を推進した。このことで「寛政の三忠臣」の一人に数えられる。寛政8年（1796年）には上野国新田郡・佐位郡内で3000石を加増された。

### 4代・5代藩主と上総一宮への移転
第4代藩主・加納久慎は久周の子である。大番頭を務めたが、文政4年（1821年）に46歳で死去した。嫡男の加納久儔が第5代藩主となった。
文政9年（1826年）、加納久儔は幕府の海防政策に従い、上総国長柄郡一宮本郷村に陣屋を移した。一宮への移転後もしばらく藩主は定府であったが、弘化年間（1844年 - 1848年）、加納久徴（久儔の子）の時代から参勤交代（半年ごと）を行っている。
加納家は一宮藩主として定着し、幕末・明治維新を迎える。

## 歴代藩主
加納家
譜代。1万石→1万3000石。
1. 加納久通（ひさみち）〈従五位下、近江守・遠江守〉
2. 加納久堅（ひさかた）〈従五位下、近江守〉
3. 加納久周（ひさのり）〈従五位下、備中守・遠江守〉
4. 加納久慎（ひさちか）〈従五位下、大和守〉
5. 加納久儔（ひさとも）〈従五位下、遠江守・備中守〉

## 領地
延享3年（1746年）、1万石時代の領地は以下の通り。
- 伊勢国
  - 三重郡のうち - 4村
  - 員弁郡のうち - 8村
  - 多気郡のうち - 2村
- 上総国
  - 長柄郡のうち - 10村
- 下総国
  - 相馬郡のうち - 6村

表高は1万石であったが、実高は1万2390石余であった。伊勢国の領地は実高にして6924石で、全藩領の実高の55％を占めていた。伊勢国内では三重郡で2068石、員弁郡で3054石、多気郡で1802石という内訳になる。
寛政8年（1796年）に加増を受けて表高は1万3000石となり、実高は1万6000石あまりに上ったという。上野国での加増であったため、伊勢国の領地が実高に占める割合は43％ほどに落ちており、関東の所領が過半を占めることとなった。

### 伊勢国の領地

#### 阿倉川（三重郡）
東阿倉川陣屋は、現在の四日市万古町の地内に所在したという。加納家は、参勤交代を行なわない定府大名であり、東阿倉川陣屋は伊勢国に所在する領地を管理する出先機関であった。
この地域は中世の「飽良河御厨」にあたるとされる。近世初頭には「阿倉川村」という1つの村であったが、東西に分かれた。享保11年（1726年）、加納家（八田藩）は東西の阿倉川村の領主となった。
東阿倉川村には、真言宗醍醐派の観蔵院（「阿倉川の琴平さん」とも呼称される）などがあり、修験道の中心地という性格を有していた。文政12年（1829年）と加納家が陣屋を移した後であるが、この地域では唯福寺（真宗大谷派）住職の田端教正が主導して萬古焼の生産が始められることになる。

#### 治田郷（員弁郡）
治田郷は、中世には「治田御厨」と呼ばれた領域で、藤原岳と銚子岳の間の治田峠で鈴鹿山脈を越える街道（治田越）が通っていた。治田越は近江国の茨川（現在の滋賀県東近江市域内）を経て大君ヶ畑（多賀町域内）方面に至る街道で、古くは多賀大社への参詣路や後述する鉱山の運搬路などとして利用されたが、現代には車両の通行可能な交通路としては受け継がれていない。治田越は戦国期には軍勢の通行もあり、治田郷には治田城が置かれていた。
治田峠の周辺には、銀・銅の鉱山があったことが特筆される（治田鉱山）。江戸時代初期に治田郷一帯は千姫（徳川家康の孫）の化粧料となり、千姫が本多忠刻に嫁いだため桑名藩領に属したことがある。その後幕府領となっており、新町村（現在のいなべ市北勢町新町）に幕府の銀山奉行が屋敷を構えた。治田郷一帯は享保11年（1726年）から八田藩領になっており、天明年間には麓村（現在のいなべ市北勢町麓村。中世治田城の城下）に一宮藩の役所が置かれ、明治3年（1870年）まで存続していた。
天保4年（1833年）には、治田郷垣内村の庄屋・谷口半治ら3名が入会地の植林や原野の開墾を計画して代官に申請を行うものの、村民が入会権・下刈権の侵害を訴えて3名の居宅を襲撃するという騒動（「治田騒動」「治田郷騒動」）が発生している。この騒動は医師や住職が仲介に入り和解に漕ぎつけている。
なお、治田郷は近代に治田村となり、昭和の大合併時に北勢町に編入され、平成の大合併でいなべ市の一部となっている。

#### 大淀（多気郡）
多気郡では、中大淀村と山大淀村（現在の多気郡明和町大淀・山大淀付近）の2村が八田藩領であった。中大淀村は伊勢湾に面し、大堀川の河口部に位置する半農半漁の村で、漁港があったとともに、藍玉や干鰯を扱う貿易港としての側面も持ち、繁栄していたという。